# Sudburyskola

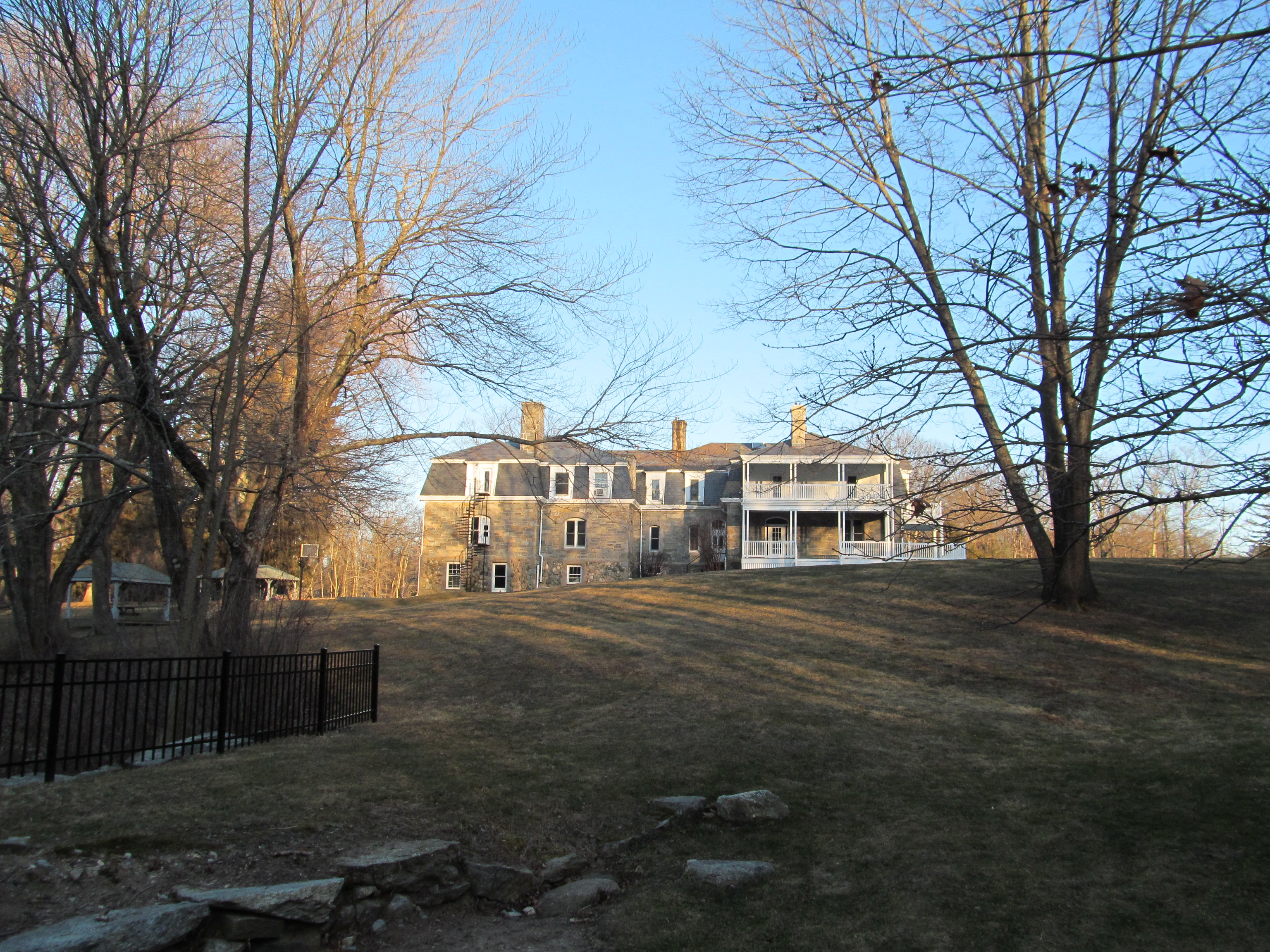
Sudbury Valley School, Framingham, Masschusetts.

Sudburyskola är en skola som drivs enligt Sudburymodellen. Det är en skolform som skiljer sig radikalt från traditionella skolor genom att eleverna själva får välja vad de skall ägna sin tid åt i skolan. Det ges inga betyg, det är spontan åldersblandning och traditionella klasser och klassrum saknas också. Lärarna undervisar inte på det traditionella sättet vid katedern, utan är snarare handledare och finns till hands då barnen ställer frågor och hjälper dem att hitta information. Lärare, elever och andra på skolan styr skolan tillsammans genom direktdemokrati där allas röster är lika värda. Skolformen är även mycket flexibel då det gäller tider. Barnen får ofta komma till skolan när de vill, bara de är i skolan ett tillräckligt antal timmar. De flesta av dessa långt drivna anti-auktoritära skolor finns i USA, där modellen först utvecklades i Sudbury Valley School. Men konceptet har spridit sig och Sudburyskolor finns numera även i Europa, Japan och Israel. Skolformen ingår i en tradition som brukar benämnas demokratisk utbildning.

## Skoldagen
På Sudburyskolor finns inga klasser eller kurser. De studerande har rätt att ägna skoltiden åt valfria aktiviteter, hela tiden (förutom enstaka obligatoriska moment, såsom Skolmötet). Skoldagarna blir därför högst olika från person till person.

## Demokratisk struktur
Sudburyskolor styrs och drivs med en direktdemokratisk princip där alla har en röst, såväl barn som vuxna, elever och personal. Demokratin gäller allt från stort till smått, inklusive anställningar och skolans regler. Skolans högsta beslutande organ och där direktdemokratin används fullt är Skolmötet, vilket är inspirerad av New Englands town meeting-modell.

## Regelbrott
Sudburyskolor har en juridisk kommitté som vanligen består av fyra roterande medlemmar, vanligtvis fyra barn/ungdomar eller tre av fyra barn/ungdomar. Vid konflikter och påstådda regelbrott gör de intervjuer, hör vad alla har att säga, hör med eventuella vittnen o.s.v. Sedan beslutar de genom röstning om personen eller personerna ifråga är skyldiga eller ej och eventuellt straff. Särskilt svåra fall låter de dock Skolmötet ta hand om.

## Åldersblandning
Minimiåldern är normalt 4-5 och maxåldern 18-19 år. Barnen och ungdomarna delas inte upp efter ålder eller efter årskurs. Skolmötet kan dock bestämma sig för olika regler och olika förmåner för olika åldrar.

## Lärandet och personalens roll
Synen på lärandet är en central del av den bakomliggande skolfilosofin. Några av huvudpunkterna är att:
- Lärandet ses som en naturlig biprodukt av all mänsklig aktivitet[3]
- Lärandet är självinitierat och självmotiverat. Det är en egen och individuell process där närvaro och guide av lärare inte alltid behövs[4][5]
- En positiv syn på leken, både för barn, ungdomar och vuxna.[3][6][7]

Personalens roll är mest att finnas till hands för barnen/ungdomarna, exempelvis genom att svara på frågor, föreslå resurser etc. Personalen är inte lärare i traditionell mening, snarare handledare och mentorer, men endast i den utsträckning som eleverna själva söker sådant stöd.  Personalen förväntas vara goda vuxna förebilder och föra över goda värderingar till det uppväxande släktet genom sina egna livsexempel, det vill säga genom att leva sina värderingar och förhållningssätt.

## Skolan och föräldraskapet
Sudburyskolor ser positivt på föräldramedverkan och det förekommer i hög grad. Detta även om det i vissa skrifter talas om vikten att hålla isär föräldraskap och skola, på grund av dess olika roller. Skolorna försöker inte få barnen att ägna viss tid åt läsning per dag, om det är ett önskemål från föräldrarna, eller lära barnen Amerikansk historia, om föräldrarna tycker att just det är extra viktigt. Barnen får själva bestämma i vilken omfattning de vill berätta för föräldrarna vad de gör på skolan.

## Prov, betyg och slutuppsats
Prov och betyg förekommer inte på Sudburyskolor. Den enda skriftliga uppsatsen som är obligatorisk är slutuppsatsen, där studenten skall diskutera på vilket sätt han eller hon är beredd för livet efter skolan. Denna uppsats skall studenten presentera inför hela skolan inklusive föräldrar, vilka röstar om huruvida de skall ge studenten godkänt och därmed diplom eller ej. Detta projekt tar ofta flera månader eller hela sista året.

### Engelska
Daniel Greenberg har författat ett stort antal böcker om Sudburymodellen sedan 1970-talet och framåt. Bland annat:
- Announcing a New School: A Personal Account of the Beginnings of the Sudbury Valley School (1973)
- Free at Last: The Sudbury Valley School (1991)
- Starting a Sudbury School: A Summary of the Experiences of Fifteen Start-Up Groups (1998, med Mimsky Sadofsky)
- A Clearer View: New Insights into the Sudbury School Model (2000)

#### Övrig engelsk litteratur
- Raymond H. Hartjen, The Preeminent Intelligence – Social IQ (Sudbury model of democratic education). Hämtad 8 juni 2009

### Tyska
- Daniel Greenberg: Endlich frei! Leben und Lernen an der Sudbury-Valley-Schule. Arbor-Verlag, Freiburg 2004, ISBN 3-936855-14-5
- Sudbury Valley School Press: Die Sudbury Valley School. Eine neue Sicht auf das Lernen. tologo verlag, Leipzig 2005, ISBN 3-9810444-0-1
- Daniel Greenberg: Ein klarer Blick. tologo verlag, Leipzig 2006, ISBN 3-9810444-1-X